# María Antonia Ruth Sautu
María Antonia Ruth Sautu (Buenos Aires, 25 de febrero de 1932) es una socióloga y metodóloga argentina.
Sautu inició su formación en investigación bajo la dirección del profesor Gino Germani. La Universidad de Buenos Aires (UBA) la nombró profesora emérita. Se desempeña como investigadora y directora de proyectos en el Instituto de Investigaciones Gino Germani de la UBA. Además integra la Academia Nacional de Educación.
Por sus trabajos recibió el Premio Bernardo Houssay a la Trayectoria en Investigación en Ciencias Sociales en 2004.

## Trayectoria académica
Sautu estudió la carrera de Contador Público Nacional en la Universidad de Buenos Aires y obtuvo el título de grado en esa especialidad en 1952. También estudió economía en esa misma casa de estudios obteniendo la licenciatura en 1960. 
Posteriormente realizó estudios de postgrado en la facultad de Filosofía y Letras de la UBA, y en 1962 obtuvo el Certificado de Estudios Sociológicos para Graduados del entonces Departamento de Sociología de la Facultad de Filosofía y Letras de la UBA. Finalizado sus estudios de postgrado se trasladó a Inglaterra en 1969, para ello obtuvo becas de la Fundación Ford, del Consejo Nacional de Investigaciones Científicas y Técnicas (CONICET) y del Instituto Di Tella. En Londres cursó el doctorado en Economía con orientación en Sociología, donde realizó un trabajo de tesis titulado Economic Development and Stratification in Argentina: 1869-1955 que le permitió graduarse como doctora en esa especialidad.
Regresó a Argentina y se dedicó de lleno a la enseñanza e investigación universitaria desempeñándose en varias instituciones. Fue Investigadora Asociada del Centro de Investigaciones Sociales del Instituto Di Tella, entre 1964 y 1974, además fue Investigadora Asociada del Population Center de la Harvard University, bajo la dirección del Profesor Gino Germani, marzo a abril de 1969. Es Profesora Titular Regular de la Cátedra de Metodología y Técnicas de la Investigación Social de la Carrera de Sociología de la Facultad de Ciencias Sociales de la UBA, desde 1986. Desde 2005, desempeña su función de Profesora Titular Regular como Profesora Emérita de la UBA.
También escribió varios libros, entre ellos: El empresario y la innovación (en colaboración con Catalina Wainerman) publicado en 1972 y Manual de Metodología. Construcción del marco teórico, formulación de los objetivos y elección de la metodología (en colaboración con Paula Boniolo, Pablo Dalle y Rodolfo Elbert) (2005, segunda edición de 2010). También es compiladora y autora de artículos como Práctica de la Investigación Cuantitativa y Cualitativa. Articulación entre la Teoría, los Métodos y las Técnicas (2007).

## Trayectoria profesional
Sautu ha ocupado cargos públicos de importancia en el país. Entre diciembre de 1983 y diciembre de 1987 se desempeñó como Subsecretaria de Industria y Comercio del Ministerio de Economía del Gobierno de la Provincia de Buenos Aires. Entre mayo de 1988 y mayo de 1989 fue Asesora de Gabinete de la Secretaría de Vivienda y Ordenamiento Ambiental del Poder Ejecutivo Nacional.
Asimismo, entre junio y diciembre de 1989 se desempeñó como Senior Industrial Development Officer de la Organización de las Naciones Unidas para el Desarrollo Industrial (ONUDI) en Viena.
También participó en estudios sobre ciencia y tecnología que derivaron en el diseño de leyes y programas nacionales para la ciencia y tecnología. Entre 1997 y 2005 fue miembro de la Comisión Evaluadora de los certificados de calidad científica de la Secretaría de Ciencia, Técnica e Innovación Productiva.

## Publicaciones
Ruth Sautu ha publicado numerosos trabajos, varios de ellos en colaboración con otros investigadores.
- Teoría y medición del estatus ocupacional - Escalas ocupacionales, objetivos y de prestigio (1ª edición). Universidad de Buenos Aires. 1992. ISBN 978-950-29-0072-8.
- Los pobres y la escuela (1ª edición). La Colmena. 1996. ISBN 978-987-9028-03-2. (En coautoría con Ana María Eichelbaum de Babini)
- El método biográfico - La reconstrucción de la sociedad a partir del testimonio de los actores (1ª edición). Editorial de Belgrano. 1999. ISBN 978-950-577-269-8.
- Mujer, trabajo y pobreza en la Argentina (1ª edición). Universidad Nacional de La Plata. 1999. ISBN 978-950-34-0152-1. (En coautoría con Amalia Eguía)
- La trastienda de la investigación (1ª edición). Lumiere. 2000. ISBN 978-950-9603-28-8. (En coautoría con Catalina Wainerman)
- La gente sabe - Interpretaciones de la clase media acerca de la libertad, la igualdad, el éxito y la justicia (1ª edición). Lumiere. 2005. ISBN 978-950-9603-36-3.
- Todo es teoría - Objetivos y métodos de investigación (1ª edición). Lumiere. 2005. ISBN 978-950-9603-57-8.
- Catálogo de prácticas corruptas - Corrupción, confianza y democracia (1ª edición). Lumiere. 2005. ISBN 978-950-9603-65-3.
- Manual de metodología - Construcción del marco teórico, formulación de los objetivos y elección de la metodología (1ª ed. 1ª reimp. edición). Consejo Latinoamericano de Ciencias Sociales - C.L.A.C.S.O. 2006. ISBN 978-987-1183-32-6. (En coautoría)
- Relatos y miradas de prácticas electorales en el norte argentino (1ª edición). Universidad de Buenos Aires. 2006. ISBN 978-950-29-0929-5.
- El análisis de las clases sociales: teorías y metodologías (1ª edición). Luxemburg. 2011. ISBN 978-987-1709-06-9.
- Psicología social y política - Procesos teóricos y estudios aplicados (1ª edición). Eudeba. 2014. ISBN 978-950-23-2317-6. (Obra colectiva)
- Economía, clases sociales y estilos de vida (1ª edición). Lumiere. 2016. ISBN 978-987-603-120-2.
- Teorías y métodos en la investigación de la cultura (1ª edición). Universidad de Buenos Aires. 2016. ISBN 978-950-29-1598-2.
- Recorridos de la indagación social empírica : cómo construimos el problema de investigación y elaboramos el marco teórico (1ª edición). Universidad de Buenos Aires. 2017. ISBN 978-950-29-1615-6. (En coautoría con Betina Freidin y María Mercedes Di Virgilio)

## Premios y reconocimientos
- En 1986 fue distinguida con el Diploma al Mérito en Sociología de los Premios Konex en Humanidades.[8]
- En 2004 ganó el Premio Bernardo Houssay a la Trayectoria en Investigación en Ciencias Sociales y Humanidades otorgado por la Secretaría de Ciencia, Tecnología e Innovación Productiva de la Nación.[9][10]
- En 2011 obtuvo el Premio a la Trayectoria en el marco de los festejos por los 190 años de la UBA.
- En 2021 obtuvo el Premio a la Trayectoria en el marco de los festejos por los 200 años de la UBA.